# Ignasi Segarra Bañeres
Ignasi Segarra i Bañeres (Albesa, Noguera (Lérida), 22 de marzo de 1929-Barcelona, 24 de mayo de 2003) fue promotor, junto con un grupo de arquitectos, de la apertura del proceso de Beatificación de Gaudí, el 10 de junio de 1992, y presbítero de la Prelatura del Opus Dei.

## Historia
Segarra cursó la carrera de Ingeniería Industrial en la Universidad Politécnica de Cataluña en 1956, doctorándose en la misma universidad en 1970. En 1959 se había doctorado en Derecho Canónico, en la Universidad Pontificia de Santo Tomás, en Roma.
Entre 1956 y 1965 residió en Estados Unidos. Entre las aportaciones más importantes de esos años, cabe destacar su trabajo en la Pastoral Universitaria en Chicago y Boston, su atención a emigrantes mexicanos, y la Pastoral Obrera en Milwaukee. 
De regreso a España, fue profesor de Ética en el Instituto de Estudios Superiores de la Empresa (IESE), en Barcelona. Desarrolló una tarea pastoral muy intensa en toda Cataluña y Andorra. 
Cabe destacar que el doctor Segarra dedicó una parte de su vida a los medios de comunicación. Por ejemplo, dirigió la revista "Aura", una publicació dedicada a sordos que le permitió ganar el premio Bravo de la Conferencia Episcopal Española. También dirigió la revista "Ave María", e intervino en diversos programas de radio sobre cuestiones religiosas y escribió, entre otros trabajos, la colección de libros "Gente que hizo mucho" y "Buzón de respuestas". En el mes de mayo de 2003, se concluyó la parte del proceso correspondiente a la diòcesis de Barcelona, de Gaudí. En ese momento, Segarra no pudo acudir a la ceremonia, porque se encontraba gravemente enfermo.